# 1827 dans le catholicisme
Chronologie du catholicisme
- 1823
- 1824
- 1825
- 1826
- 1827
- 1828
- 1829
- 1830
- 1831

Cet article présente les faits marquants de l'année 1827 dans le catholicisme.

## Naissances
- 16 février : John Cameron, prélat canadien, évêque d'Antigonish, précédemment évêque titulaire de Titiopolis (de) († 6 avril 1910)
- 23 février : Raffaele Monaco La Valletta, cardinal italien de la Curie et archevêque titulaire d'Héraclée-en-Europe (de) († 14 juillet 1896)
- 15 mars : François Lagrange, prélat français, évêque de Chartres († 23 juin 1895)

## Décès
- 27 août : Johann Casimir von Häffelin, cardinal et diplomate allemand (° 3 janvier 1737)